# Musée national d'Užice
Le musée national d'Užice (en serbe Народни музеј Ужице et Narodni muzej Užice) est un musée situé à Užice, dans l'ouest de Serbie.
Pendant la Seconde Guerre mondiale, en 1941, il a servi de centre de commandement aux partisans communistes de Josip Broz Tito ; après la guerre, le musée a été créé sous le nom de musée de l'insurrection de 1941 et ses collections se sont progressivement diversifiées. En raison de son importance historique, le bâtiment du musée est inscrit sur la liste des monuments culturels d'importance exceptionnelle de la république de Serbie.

## Architecture et histoire
Les bâtiments du musée ont été construits sur des terres achetées par les frères Đerasimović (Ljubomir, Radivoje et Obrad), par Staniša Petaković et par Jovan Đokić, selon un projet conçu par Bogdan Nestorović, professeur à l'université de Belgrade et auteur des bâtiments de la Banque nationale à Belgrade. Les travaux ont été réalisés par l'ingénieur Dragaš Kalafatović de Belgrade, sous le contrôle de l'architecte John Schneider, qui avait également travaillé sur le site de la Banque nationale.
Les travaux d'un premier bâtiment, constitué d'un rez-de-chaussée, d'un étage et de trois souterrains, ont commencé le 2 novembre 1938 ; ces trois souterrains, encore appelés le Trésor, étaient destinés à protéger les réserves de monnaie, notamment en cas de guerre. Ce premier bâtiment a été livré à la Banque nationale du royaume de Yougoslavie le 5 décembre 1940. En revanche, les travaux ont été suspendus à cause de la déclaration de guerre, le 8 avril 1941, si bien que les autres bâtiments prévus, et notamment les logements du personnel de la banque, n'ont pas été entièrement achevés.
Au cours de l'automne 1941, les Partisans communistes de Josip Broz Tito réussirent à libérer des nazis de vastes territoires à l'ouest de la Serbie autour d'Užice et ils y créèrent l'éphémère république d'Užice. À cette époque, les bâtiments de l'actuel musée servirent de quartier général à l'Armée populaire de libération (en serbe : Narodno osloboditelna vojska ; en abrégé : NOV) et aux détachements de partisans de Yougoslavie (en serbe : Partizanski odredi na Jugoslavija ; en abrégé : POJ), ainsi que de cabinet de travail à Josip Broz Tito ; ce quartier général fut plus tard transféré dans les monts Zlatibor puis dans le Sandžak. Les souterrains de l'ancienne banque abritèrent une fabrique d'armes. Le 22 novembre 1941, le site fut bombardé ; les explosions qui en résultèrent provoquèrent la mort d'environ 200 personnes et occasionnèrent d'importants dégâts matériels. Après la guerre, le bâtiment fut restauré et on décida d'en faire un musée consacré à l'insurrection du 1941 ; une plaque commémorative fut apposée sur le musée et un monument en l'honneur des victimes de l'explosion fut installée devant lui, œuvre du sculpteur Borislav Anastasijević. Sur une esplanade a été placé un char allemand pris par les Partisans au moment de l'insurrection.

## Collections

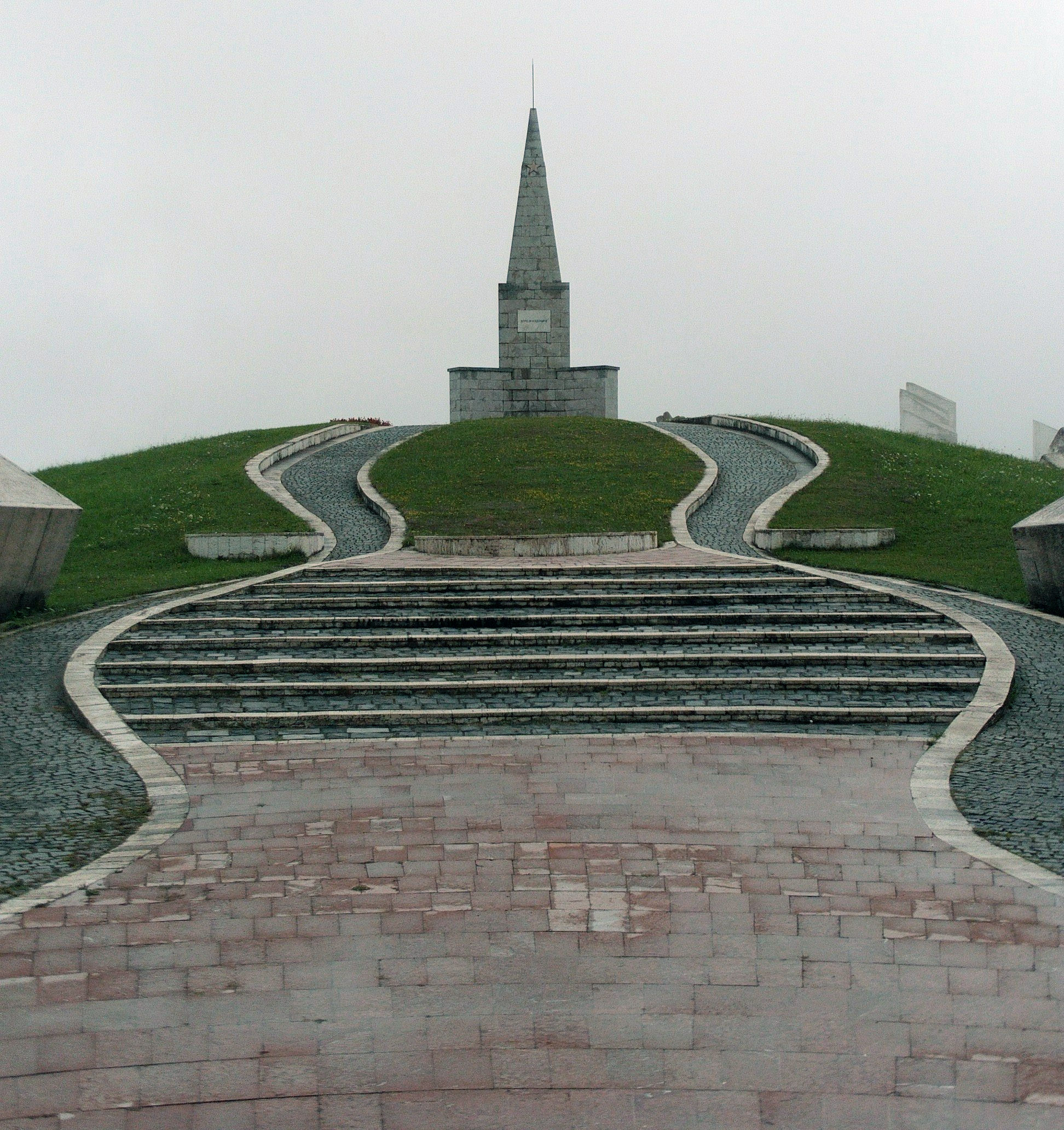
Le mémorial de Kadinjača

Le fonds des collections du musée est constitué par le département de l'Héritage, comportant de nombreux objets et documents ayant fait partie du Musée de l'insurrection de 1941 ; ce fonds a été ensuite enrichi de documents des années 1970 et 1980, constituant un panorama historique de Titovo Užice, « l'Užice de Tito », nom que porta la ville au temps de la république fédérative socialiste de Yougoslavie. Le musée abrite également des sections consacrées à l'archéologie, à l'ethnographie ou aux Beaux-arts. Dans le musée se trouve également une donation rassemblant des documents et des œuvres autour du peintre Mihailo Milovanović (1879-1941).
Deux autres sites dépendent également du musée. La maison Jokanović (en serbe : Jokanovića kuća), située sur la place Saint-Sava et qui date du XIXe siècle, est un konak typique du style balkanique ; entièrement restaurée, elle accueille des expositions. Le mémorial de Kadinjača, quant à lui, situé à Zaglavak près d'Užice, honore les combats de novembre 1941 menés par les Partisans communistes yougoslaves commandés par Andrija Đurović contre les forces nazies qui voulaient réduire la poche de résistance que constituait la république d’Užice ; la bataille de Kadinjača eut lieu le 29 novembre 1941 ; ce site est inscrit sur la liste des monuments culturels d'importance exceptionnelle de la république de Serbie,.

## Autres activités
Le musée national d'Užice possède un département de conservation et de restauration des œuvres d'art ; il organise des expositions et publie des livres et des catalogues.